# Bacteroidaceae
Bacteroidaceae es una clase de bacterias perteneciente al filo Bacteroidota. Son medioambientales y comensales, a veces patógenos como el caso de Bacteroides fragilis. 
La mayoría de géneros son productores de ácido acético.